# Central Park (Washington)
Central Park é uma Região censo-designada localizada no estado norte-americano de Washington, no Condado de Grays Harbor.

## Demografia
Segundo o censo norte-americano de 2000, a sua população era de 2558 habitantes.

## Geografia
De acordo com o United States Census Bureau tem uma área de
9,1 km², dos quais 9,1 km² cobertos por terra e 0,0 km² cobertos por água. Central Park localiza-se a aproximadamente 46 m acima do nível do mar.

## Localidades na vizinhança
O diagrama seguinte representa as localidades num raio de 12 km ao redor de Central Park.